# Philonotis ruwenzorensis
Philonotis ruwenzorensis är en bladmossart som beskrevs av Thériot och Georges Raymond Léonard Naveau 1927. Philonotis ruwenzorensis ingår i släktet källmossor, och familjen Bartramiaceae. Inga underarter finns listade i Catalogue of Life.